# دار سك العملة الملكية البلجيكية

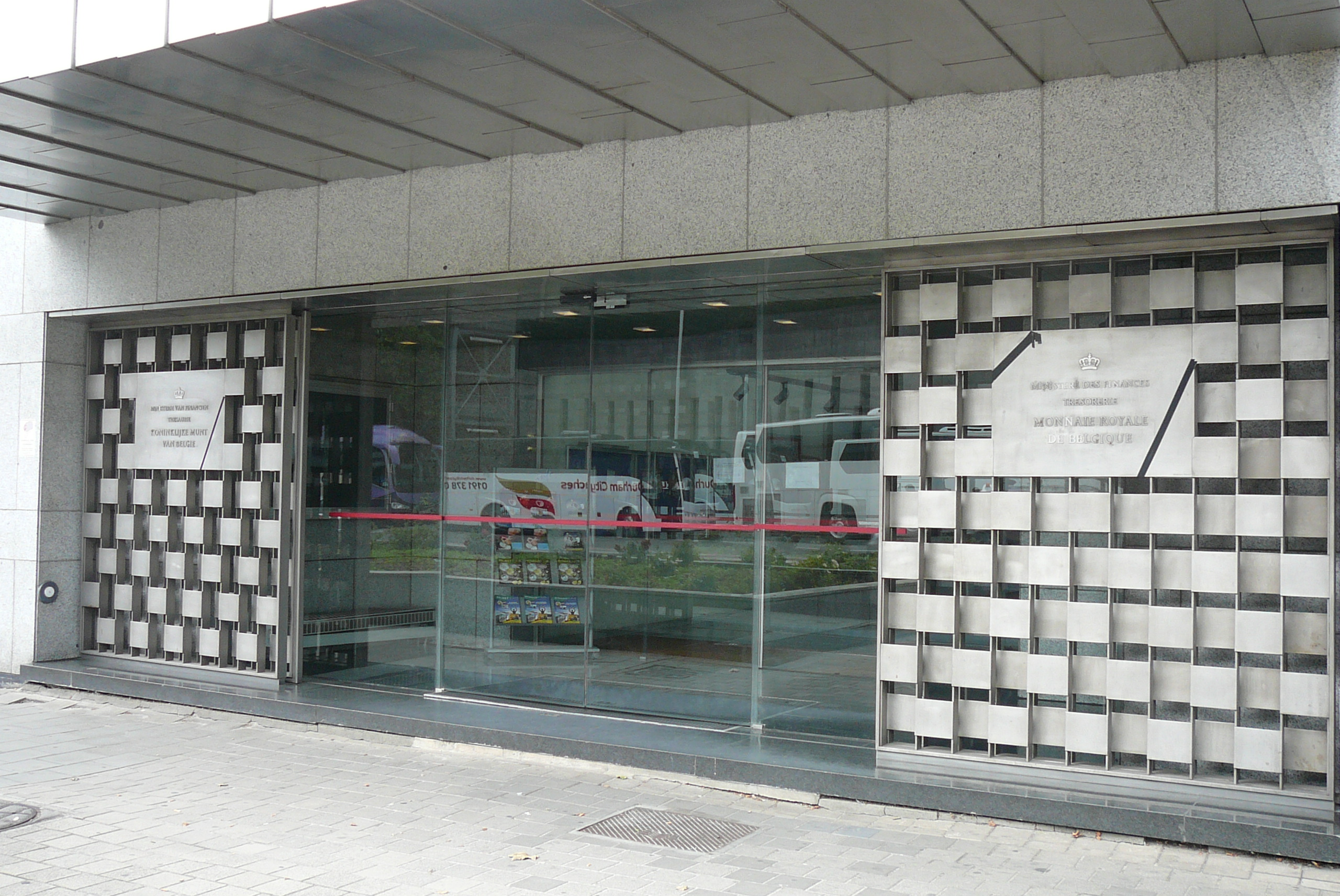
مقر دار سك العملة الملكية البلجيكية، شارع باتشيكو - باتشيكولان 32، 1000 بروكسل

كانت دار سك العملة الملكية البلجيكية (بالفرنسية: La Monnaie Royale de Belgique؛ بالهولندية: De Koninklijke Munt van België) هي الجهة المسؤولة عن سك جميع العملات المعدنية الرسمية لمملكة بلجيكا من عام 1832 إلى عام 2017. اعتبارًا من عام 2018، أصبحت العملة القانونية الرسمية لبلجيكا هو اليورو وعملات سنت اليورو. وهي تحت سيطرة إدارة الخزانة البلجيكية. اعتبارًا من عام 2018، لا تزال دار سك العملة موجودة ولكنها لم تعد تسك العملات المعدنية وهي بدلاً من ذلك مسؤولة عن الطلبات من هولندا. يتم توزيع العملات المعدنية المسكوكة من قبل البنك الوطني البلجيكي.